# Morrow, Georgia
Morrow är en stad (city) i Clayton County, i delstaten Georgia, USA. Enligt United States Census Bureau har staden en folkmängd på 6 495 invånare (2011) och en landarea på 8,7 km².